# Bärenjagd

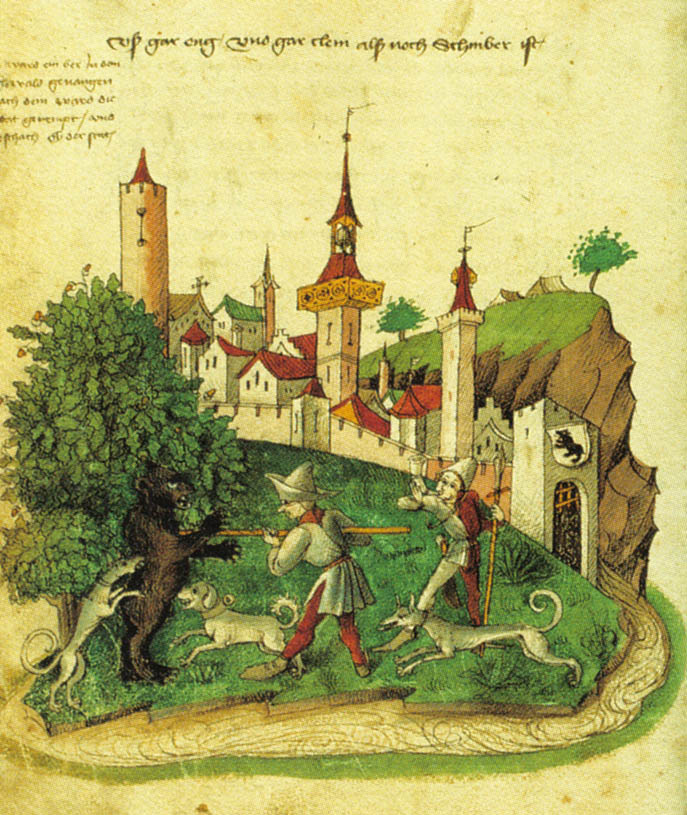
Mittelalterliche Darstellung der Jagd auf den Bären mit Jagdhunden und Bärenspieß

Die Bärenjagd ist die Jagd auf Bären, in Europa auf den Braunbären.

## Geschichte
Seit prähistorischen Zeiten machte der Mensch Jagd auf Bären. Dabei kamen verschiedene Techniken, beziehungsweise Jagdarten zum Einsatz. Der Bär zählte als Hochwild zur Hohen Jagd, und so war im Mittelalter und der frühen Neuzeit die Bärenjagd ein Privileg des Adels.
Heutzutage ist die Jagd sowie die Hatz auf Bären in den meisten Ländern verboten; das Tier zählt in vielen Ländern Europas nicht mehr zum Jagdwild.
Kommt es vereinzelt zu einer Gefährdung durch Problembären, sind zum Aufspüren Peilsender oder Spürhunde zielführend.

## Jagdarten

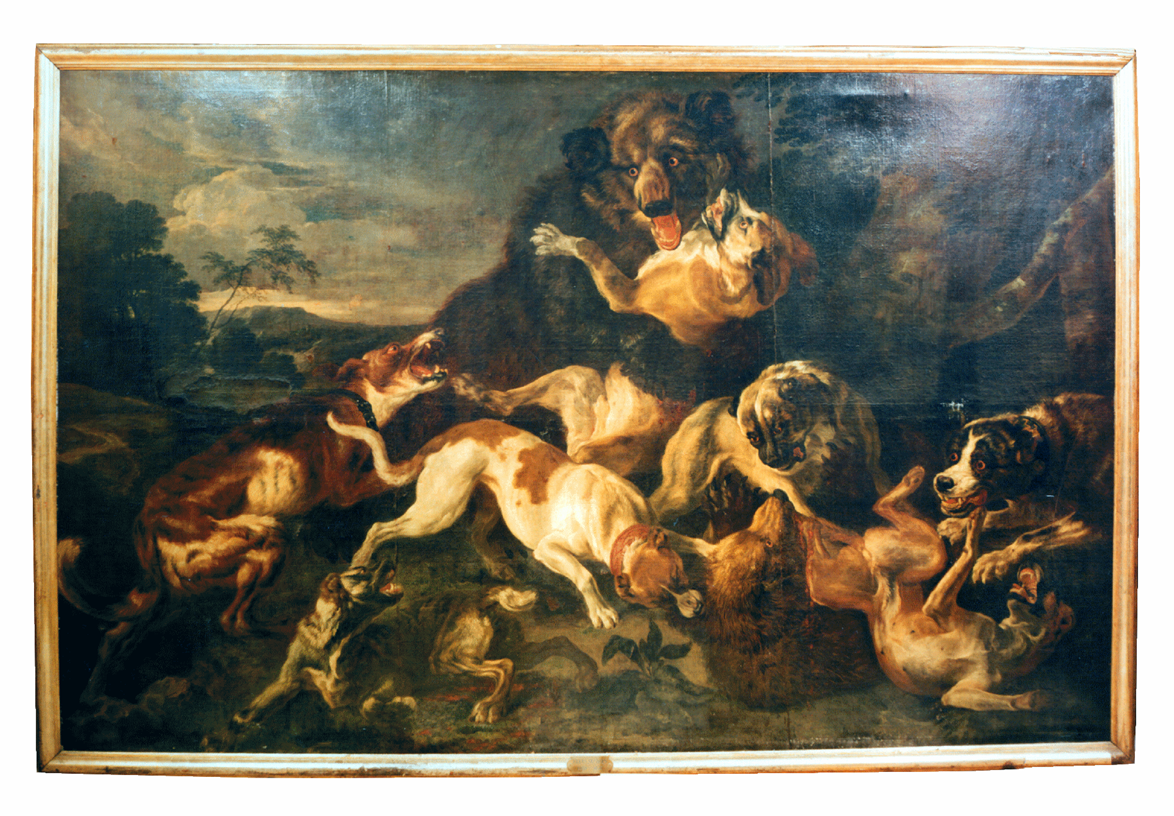
Kämpfende Hunde und Bären, Frans Snyders, Sammlung Villa Haas

Die Jagd erfolgte als Bärenhatz mit Hunden, welche den Bären aufstöberten, hetzten und stellten (Bärenhunde, Bullenbeißer). Eine wichtige Rolle spielten dabei die Vorläufer der heutigen Bracken, die Wildbodenhunde. Getötet wurde der Bär fast immer von zumeist mehreren mit Bärenspießen bewaffneten Jägern – eine gefährliche Situation für die Jäger. Es gab auch sehr grausame Methoden, beispielsweise die Jagd mit dem Beil in Illyrien: Hier provoziert der Jäger (meist ein Bauer) den Bären, sodass dieser ihm auf einen Baum hinterherklettert. Dann hackt der Bärenjäger dem Tier eine Tatze ab, worauf dieser vom Baum fällt und leichter zu töten ist.
Später nutzte man Fanggruben und starke Fangeisen  und erlegte dann den stark bewegungseingeschränkten Bären mit Spießen. Mit der Einführung immer leistungsfähigerer Schusswaffen wurde die Jagd mit dem Spieß obsolet und die Bärenjagd häufig zur Treibjagd oder zur Ansitzjagd am Luder oder der Kirrung. In Russland wird der Bär auch im Winterlager aufgesucht und so lange gereizt, bis er aufsteht und dann erlegt wird.

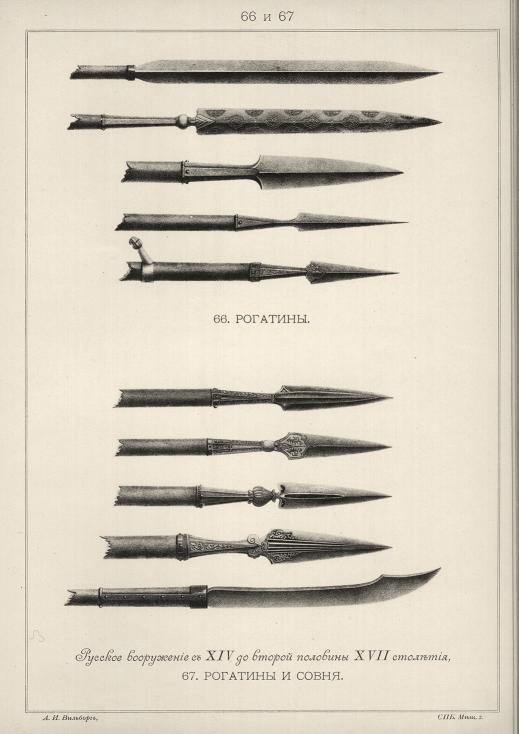
Speziell für die Bärenjagd gefertigte, extrem stabile Spieße (Russland, 1841)
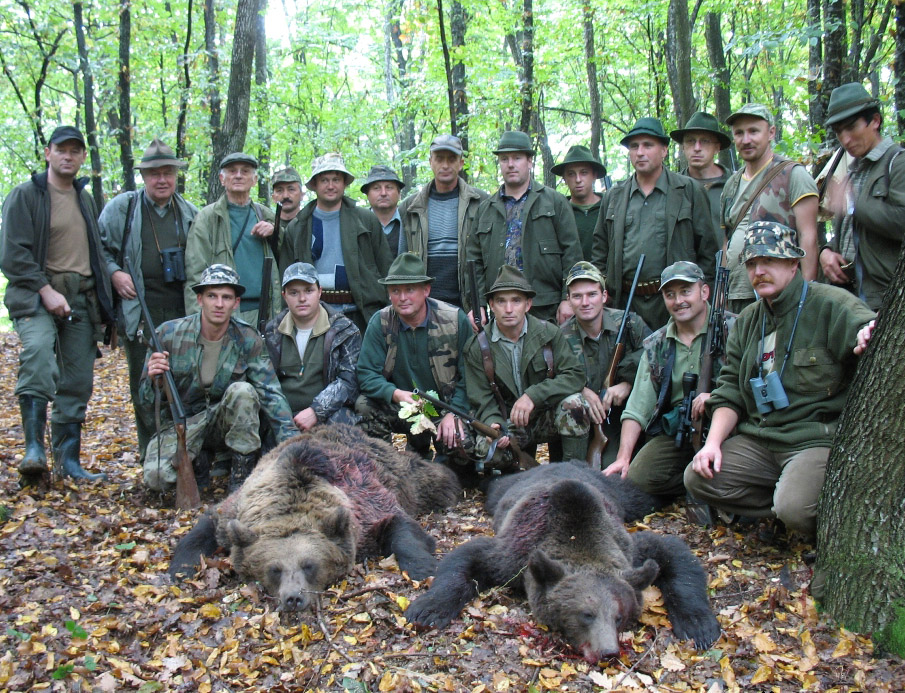
Bärenjagd in Rumänien, 2006

## Bärenjägerrecht
In einigen deutschen Gerichtsbezirken wird aus dem 16. Jahrhundert vom Bären- und Wolfsjägerrecht berichtet. Dabei geht es um die Aufteilung des erlegten Bären unter die beteiligten Jäger und weitere Nutznießer der Beute. Das Wildbret galt als sehr schmackhaft und war begehrt, Bärentatzen waren eine besondere Delikatesse.